# Атяшкино
Атяшкино (рос. Атяшкино) — село в Сурському районі Ульяновської області Російської Федерації.
Населення становить 76 осіб. Входить до складу муніципального утворення Чеботаєвське сільське поселення.

## Історія
Від 2004 року входить до складу муніципального утворення Чеботаєвське сільське поселення.

## Населення
| 2010 |
| ---- |
| 76   |